# PSR B1509-58
PSR B1509-58是一顆脈衝星，位在圓規座，1982年由愛因斯坦衛星發現，距離地球大約17,000光年遠。它的年齡約1,700歲，附近的星雲橫跨約150光年。
NASA描述這顆脈衝星類似「一隻宇宙之手」。

## 外部連結
- Science Daily（页面存档备份，存于）
- Chandra X-Ray Observatory blog（页面存档备份，存于）